# Jorge Rivera Parga
Jorge Rivera Parga (San Fernando, 1890-Concepción, ¿?) fue un arquitecto y político chileno, miembro del Partido Radical (PR). Se desempeñó como intendente de la provincia de Concepción entre 1946 y 1950; bajo el gobierno del presidente Gabriel González Videla.

## Familia y estudios
Nació en la comuna chilena de San Fernando en 1890, hijo de Domingo Rivera Cruzat y Dolores Parga Olmos de Aguilera. Su hermano Augusto, político; militó también en el Partido Radical (el cual presidió en 1929) y ejerció como intendente de las provincias de Concepción (1921-1924) y Santiago (1938-1940); durante los gobiernos de Arturo Alessandri y Pedro Aguirre Cerda, respectivamente. Realizó sus estudios primarios y secundarios en el Liceo de Hombres de San Fernando y liceos de Temuco, Concepción y Valparaíso. Continuó los superiores en la Universidad de Chile, titulándose como arquitecto en 1916.
Se casó con María de la Barra Squella, con quien tuvo cuatro hijos, entre ellos: Raquel Margarita, Eugenia y Jorge Eduardo.

## Carrera profesional
Inició su actividad laboral en 1911, aún sin titularse, ejerciendo como funcionario de la Sección Arquitectura de la Caja Hipotecaria, y posteriormente tras obtener el título, fue ingeniero jefe de pavimentación de Concepción y director de Obras Municipales. En 1919, fue uno de los participantes en la fundación de la Universidad de Concepción, y más adelante adelante, fungió como arquitecto jefe del establecimiento. Además, en dicha ciudad participó en la construcción de alrededor de un centenar de obras, siendo principalmente residenciales, y dentro de las destacadas se encuentran la sede de la Sociedad de Ilustración de la Mujer (1941), el conjunto de calle San Martin esquina Exeter (1943), el Casino Legión (1943), parte de la fábrica de Paños Concepción (1947-1948) y diversas viviendas en la población Lo Pequén, que contó con el trabajo de urbanización del ingeniero José Léniz a finales de la década de 1940 y principios de 1950.
Entre otras actividades, fue miembro fundador del Tribunal de la Vivienda, desempeñándose como su presidente desde entonces, y miembro de Colegio de Ingenieros de Chile, actuando como presidente de la delegación provincial. Asimismo, fundó y presidió el Instituto de Ingenieros y Arquitectos de Chile, además de haber sido miembro honorario del mismo. Además, ocupó el puesto de secretario inspector de la Asociación Chilena de Aseguradores.
En 1927, ejerció como arquitecto oficial de la exposición celebrada en Concepción, con motivo de la «Semana Penquista». Simultáneamente, fue vocal de la Junta de Vecinos de la misma comuna, y director del Hospital San Juan de Dios (Santiago de Chile); ambos desde ese año hasta 1930.
Con posteridad, actuó como representante en Concepción de la Compañía Electro Siderúrgica y de la Caja de Empleados Públicos y Particulares. Fue miembro fundador del Club Aéreo Civil, siendo su primer presidente; miembro fundador y socio del Rotary Club; miembro fundador y presidente de la Asociación Pro Defensa y Adelanto de Concepción; del Club de Concepción, que también presidió; miembro fundador de la Asociación Deportiva de Chile, de la cual fue su vicepresidente; fundador y presidente de la Sociedad de Colonias Escolares de Concepción; miembro de la Sociedad de Instrucción Primaria, de la cual fue su secretario; de la Sociedad Avícola, de la cual fue su director; y de la Junta Comunal de Caminos. Integró la masonería.

## Carrera política
Militó en las filas del Partido Radical (PR), siendo vicepresidente de la colectividad, y del Club Radical en varios períodos. El 11 de diciembre de 1946, fue nombrado por el presidente Gabriel González Videla, también radical, como intendente de la provincia de Concepción, cargo al que renunció el 23 de septiembre de 1950, siendo reemplazado por Inés Enríquez.
Falleció en Concepción.